# ジェーン・ダーウェル
ジェーン・ダーウェル（Jane Darwell, 本名: Patti Woodward, 1879年10月15日 - 1967年8月13日）は、アメリカ合衆国の女優。

## 来歴
ミズーリ州パルミラ出身。
シカゴの舞台で活躍した後、33歳の時に映画デビューを果たし、2年間は主に脇役として活躍する。15年の間舞台で活躍した後、再び映画に出演するようになり、1940年の『怒りの葡萄』でアカデミー助演女優賞を受賞。
1964年に公開された『メリー・ポピンズ』で、聖堂前で鳩の餌を売るThe bird womanとしての演技が最後の映画出演となった。
1967年にカリフォルニア州ロサンゼルスにて、心臓発作で亡くなる。

## 主な出演作品
- トム・ソーヤーの冒険 Tom Sawyer (1930)
- 生活の設計 Design for Living (1933)
- 唄う陸戦隊 The Singing Marine (1937)
- 風と共に去りぬ Gone with the Wind (1939)
- 怒りの葡萄 The Grapes of Wrath (1940)
- 牛泥棒 The Ox-Bow Incident (1943)
- 荒野の決闘 My Darling Clementine (1946)
- 三人の名付親 3 Godfathers (1948)
- 女囚の掟 Caged (1950)
- 幌馬車 Wagon Master (1950)
- 艦隊は踊る Hit the Deck (1955)
- メリー・ポピンズ Mary Poppins (1964)

## 受賞歴
受賞
1940年 アカデミー助演女優賞:『怒りの葡萄』